# Uttwil
Uttwil es una comuna suiza del cantón de Turgovia, situada en el distrito de Arbon. Limita al noreste con las comunas de Immenstaad am Bodensee (DE-BY) y Friedrichshafen (DE-BY), al sureste y sur con Romanshorn, al suroeste con Hefenhofen y al oeste con Dozwil y Kesswil.

Vista del lago de Constanza en Uttwil.